# 조사 (조나라)

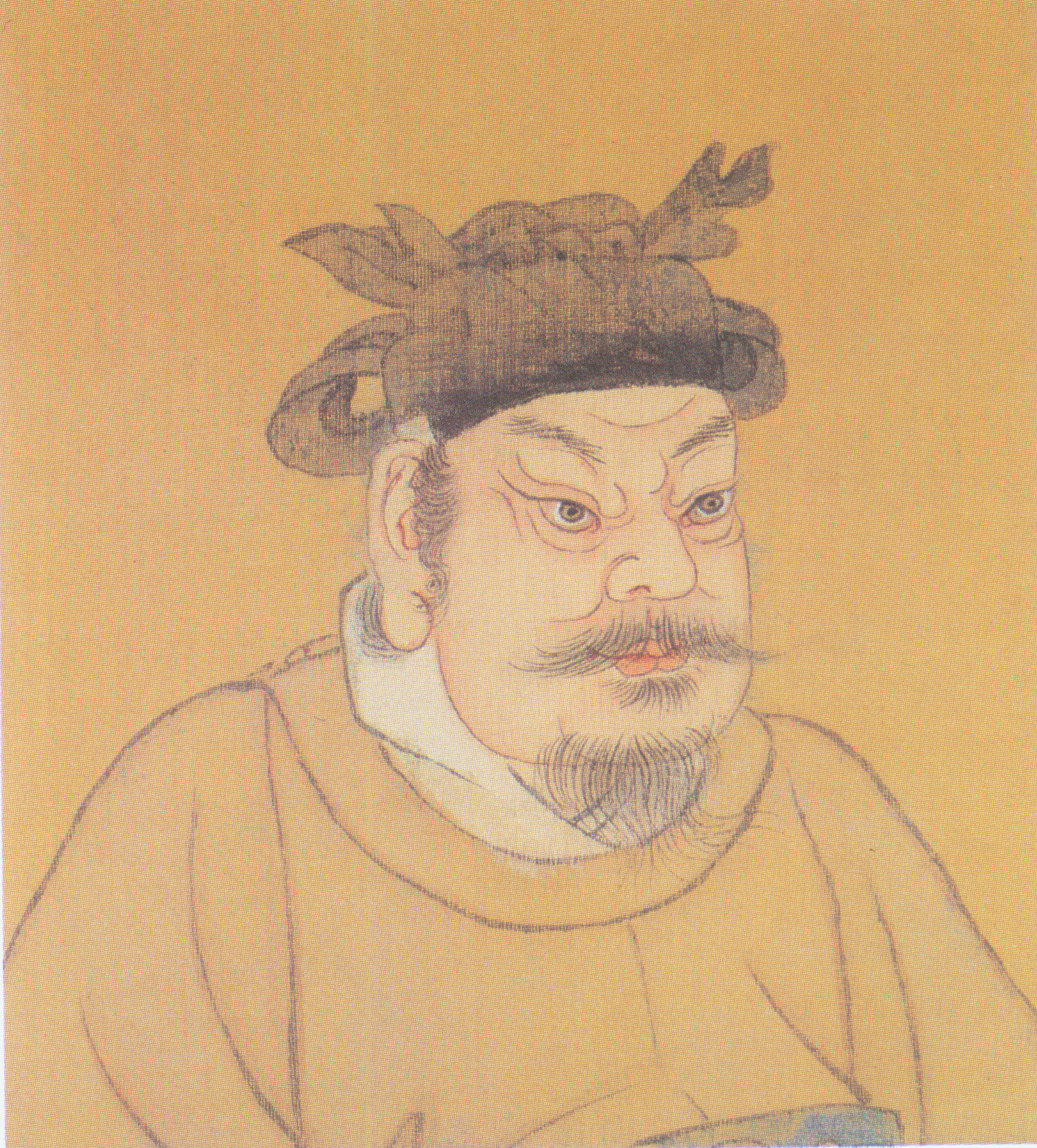
조사

조사(趙奢, ?~?)는 중국 전국시대 조나라(趙)의 관료이자 장군이다.
조나라 말기에 활약한 대표적인 명장으로 손꼽힌다. 조괄(趙括)의 아버지이기도 하다. 마복군(馬服君)의 칭호를 받았다. 연여(閼與)에서 진나라(秦)의 객경 호양(胡陽)을 격퇴하였다.

## 생애

### 관료로서의 활약
조사는 본래 조나라 전부(田部)의 관리였다. 어느날은 조나라의 왕족인 평원군(平原君)의 집에서 세금을 내지 않자, 조사는 법에 따라서 평원군의 집에서 일하는 사람 9명을 죽였다. 이에 평원군이 분노하여 조사를 죽이려 하자, 조사는 오히려 평원군과 같은 귀한 공자의 집안이 법을 지키지 않으면 결국 조나라는 쇠약해져서 평원군이 누리고 있는 부유함도 소용이 없게 될 것이나, 법을 지켜서 조나라가 부강해지면 평원군 또한 지위가 높아지지 않겠느냐고 반박하였다. 평원군은 조사를 유능하게 여기고는 그를 조나라 왕에게 소개하였다. 이에 조나라 왕이 조사를 기용하여 나라의 세금을 다스리게 하자, 나라의 세금이 공정해져서 백성들이 부유해지고 국고가 충실해졌다.

### 장군으로서의 활약

#### 맥구 전투
기원전 280년(혜문왕 19), 조사는 장수가 되어 제나라(齊)의 맥구(麥丘)를 공격하여 빼앗았다.

#### 연여 전투
기원전 270년(혜문왕 29), 진나라(秦)의 호양(胡陽)이 한나라(韓)를 공격하기 위하여 조나라의 연여(閼與)를 공격했다. 혜문왕이 장군 염파에게 이를 구할 수 있겠느냐고 묻자, 염파가 "길이 좁아서 어렵습니다."라 하였다. 다른 장수인 악승(樂乘)도 같은 말을 하였다. 그러나 또다른 장수인 조사가 "그곳은 길이 멀고 험하고 좁은 곳이라 비유하자면 두 마리의 쥐가 좁은 구멍 안에서 싸우는 것과 같으므로 용감한 자가 이깁니다."라 하였다. 이에 혜문왕이 조사를 장수로 삼아 연여를 구원하도록 하였다. 또한 위나라(魏)에서도 공자 구(咎)에게 정예병을 거느리고 안읍(安邑)에 주둔했다가 진나라를 협공하도록 하였다.
조나라 군대가 도읍인 한단(邯鄲)으로부터 30리 정도 갔을 때에 조사가 군중에 명을 내리기를, "군대의 일에 대하여 간언하는 자는 죽일 것이다."라 하였다. 이때 진나라 군대는 무안(武安) 서쪽에 주둔하고 있었는데, 진나라 군대의 북소리와 함성소리가 무안성 안의 집들의 기와를 뒤흔들 정도였다. 군중의 척후병 한 사람이 무안을 속히 구해야한다고 말하자 조사가 즉시 그를 참수하고는 보루를 단단히 쌓고 28일 동안 나가지 않았다. 진나라의 첩자가 돌아가서 진나라 장수에게 이를 보고하자, 진나라 장수는 "한단에서 30리를 떨어졌는데도 군대를 움직이지 않고 보루만 쌓고 있다고 하니, 연여는 이제 조나라의 땅이 아니다."라 하며 기뻐하였다.
진나라의 첩자가 돌아가자 조사는 군사들에게 갑옷을 벗게 하고는 속히 진군하여 1박 2일 만에 도착하였다. 조사가 곧 연여에서 50리 떨어진 곳에 활을 잘 쏘는 군사들을 배치하고 보루를 쌓자, 진나라 군대도 중무장을 하고 진군해왔다. 이때에 군사 중 한 사람이었던 허력(許歷)이 간언하기를, "진나라는 설마 조나라의 군사가 왔을 것이라고는 생각하지 못하고 있으니 그 기세가 사나울 것입니다. 장군께서는 힘을 집중하여 진지를 단단히 지키면서 기다려야 합니다. 그렇지 않으면 반드시 패합니다."라 하였으며 또한 "먼저 북산(北山)의 정상을 차지하면 이기고 늦게 도착하면 패합니다."라 하였다. 조사는 허력을 벌하지 않고 그 말을 받아들여 진나라 군대보다 한발 앞서 산을 점령하였다. 조사가 곧 군대를 풀어 진나라 군대를 크게 격파하자, 진나라 군대는 연여의 포위를 풀고 달아났다. 연여에서 패한 진나라가 방향을 바꾸어 위나라의 기(幾)를 공격하자 염파가 이를 구원하고 진나라 군대를 크게 무찔렀다.
이 공로로 조사는 마복군(馬服君)의 칭호를 받았으며, 인상여 · 염파 등과 같은 반열에 오르게 되었다.

#### 전단과의 논쟁
기원전 269년(혜문왕 30), 제나라의 전단(田單)이 조사와 병법에 대하여 논하였다. 이때에 전단은 "내가 장군의 병법을 좋아하지 않는 것은 아니나, 따를 수 없는 점이 있다면, 유독 장군 만큼은 군사의 수가 많아야 한다고 주장하는 것이오."라 말하였다. 또한 조사가 싸울때마다 10~20만이나 되는 많은 군사를 동원하는 것에 반대하면서 전쟁에는 옛 제왕들이 그러했듯이 3만 정도의 군사만 있다면 충분하다고 주장하였다.
그러자 조사는 이에 대해 "무릇 오나라(吳)의 간지검(干之劍, 간장검)을 보시오. 이 칼로 고기를 자르면 우마(牛馬, 소와 말)도 절단할 수 있고, 쇠에 시험해 보면 반이(盤匜, 구리 그릇)같은 것도 자를 수 있소. 그러나 기둥에다 이를 때려 보면 세 동강이가 나고, 돌에 때려 보면 수백 개의 조각이 되고 마오. 지금 3만 병력으로 강한 나라의 군대에 응한다면 그 칼로 기둥이나 돌을 때리는 것과 같소."라 말하면서, 사해(四海)가 만국(萬國)으로 나뉘어 있었던 옛날과 7나라로 나뉜 현재의 사정을 똑같이 볼 수 없다고 반박하였다. 그 말을 들은 전단은 크게 탄식하며 그 말에 수긍하였다.

#### 합종의 실패
기원전 268년(혜문왕 31), 진나라가 위나라의 회(懷)를 공격하여 빼앗았다. 그러자 조나라 · 제나라 · 초나라 등의 3국이 합종하였으니, 조사가 조나라 군대를 거느리고 제나라의 포녕(鮑佞) 등과 함께 회를 구원하러 갔으나 진나라 군대가 철군해버리자 합종이 깨지고 말았다. 이 때문에 3국의 군대가 곤경을 겪었다.

#### 평원군과의 논쟁
기원전 265년(효성왕 1), 제나라의 안평군 전단(田單)이 조나라의 군사를 거느리고 연나라(燕)를 공격하여 중양(中陽)을 빼앗았다. 당시에 조나라의 재상인 평원군(平原君)은 제나라에 전단을 장수로 보내주는 조건으로 제수(濟水) 동쪽의 3개 성과 57개 읍을 내주었다. 조사가 뒤늦게 이를 알고는 평원군에게 차라리 자신을 보내 달라며 크게 화를 내고는, 안평군이 어리석다면 연나라를 당해내지 못할 것이며 안평군이 지혜롭더라도 굳이 조나라를 위해 전력으로 연나라와 싸우지 않을 것이라 주장하였다. 과연 조사의 예측대로, 그해 여름에 전단은 겨우 세 개의 작은 성만을 함락시켰을 뿐이었다.

### 죽음과 사후
이후 조사의 행적은 자세히 알 수 없으며, 조나라가 진나라에게 크게 패전한 장평대전 당시인 기원전 260년(효성왕 7)에는 이미 죽어있었다. 한편 그의 아들인 조괄은 어렸을적부터 병법에 능하였으나, 조사는 그를 탐탁치 않게 여겼다. 조괄은 아버지와 마찬가지로 장수가 되어서 염파를 대신하여 장평대전에서 조나라 군대를 지휘하였으나 진나라의 명장 백기(白起)에게 크게 패하고 죽었다.

## 후손
《후한서》에 따르면, 후한의 정치가였던 마원(馬援)은 조사의 후손이다. 그 내용에 따르면, 조사가 마복군(馬服君)에 봉해지자 그 자손들이 이를 씨(氏)로 삼았다고 한다.

## 평가
- 전한 시대의 역사가 사마천은 《사기》에서 조나라 말기에 활약했던 명장들인 염파 · 인상여 · 조사 · 이목 등의 열전을 함께 묶어서 구성하였다. 이들의 열전은 《사기》 권81 염파인상여열전에 수록되었다.